# Laura Robson
Laura Robson (Melbourne, 21. siječnja 1994.) umirovljena je britanska tenisačica.

## Životopis
Robson je rođena u Melbourneu. Roditelji su joj Australci. Počela je trenirati tenis sa 6 godina, kada je obitelj doselila u London iz Singapura. Postala je poznata u domovini kada je s 14 godina osvojila juniorski Wimbledon. Također je 2009. i 2010. igrala finale juniorskog Australian Opena.
Profesionalnu karijeru započela je 2008. godine. Među 100 najboljih svjetskih igračica po prvi se put probila u lipnju 2012. godine. Iste je godine ubilježila i prvi nastup za britansku Fed Cup reprezentaciju. Najbolji rezultat na Grand Slam turnirima ostvarila je 2012., četvrtim kolom US Opena, što je ponovila 2013. u Wimbledonu.

## Stil igre
Robson je ljevoruka igračica (dvoručni backhand) i ima jak i precizan servis, što u kombinaciji s visinom od 180 cm stvara poteškoće protivnicama. Slabija joj je strana kretanje po terenu.

## Rezultati na Grand Slam turnirima
| Grand Slam      | 2009. | 2010. | 2011. | 2012. | 2013. |
| --------------- | ----- | ----- | ----- | ----- | ----- |
| Australian Open | -     | -     | -     | 1k    | 3k    |
| Roland Garros   | -     | -     | -     | 1k    | 1k    |
| Wimbledon       | 1k    | 1k    | 2k    | 1k    | 4k    |
| US Open         | -     | -     | 2k    | 4k    |       |

## Plasman na WTA ljestvici na kraju sezone
| 2008. | 2009. | 2010. | 2011. | 2012. | 2013. |
| ----- | ----- | ----- | ----- | ----- | ----- |
| 559.  | 419.  | 206.  | 131.  | 53.   |       |

## Vanjske poveznice
- Službena stranica  Arhivirana inačica izvorne stranice od 26. ožujka 2012. (Wayback Machine) (engl.)
- Profil na stranici WTA Toura (engl.)